# Literaturjahr 1981
Liste der Literaturjahre

◄◄ | ◄ | 1977 | 1978 | 1979 | 1980 | Literaturjahr 1981 | 1982 | 1983 | 1984 | 1985 | ► | ►►

Weitere Ereignisse

## Ereignisse
- Der PEN/Faulkner Award for Fiction wird zum ersten Mal vergeben.[1]
- John Edmund Gardner belebt erfolgreich die James-Bond-Romanserie wieder, deren Ursprung auf Ian Fleming zurückgeht. Der erste Band lautet Licence Renewed und ist der erste Original-Bond-Roman, seit 1968 Colonel Sun erschien. Diese Reihe lief bis 2002.[2][3]
- Klaus Manns Mephisto erscheint erstmals nach seinem Verbot von 1966 wieder im Rowohlt Verlag. Damals hatte der Adoptivsohn und Erbe Gustaf Gründgens’, Peter Gorski, erfolgreich beim Oberlandesgericht Hamburg gegen die Publikation durch die Nymphenburger Verlagshandlung geklagt.

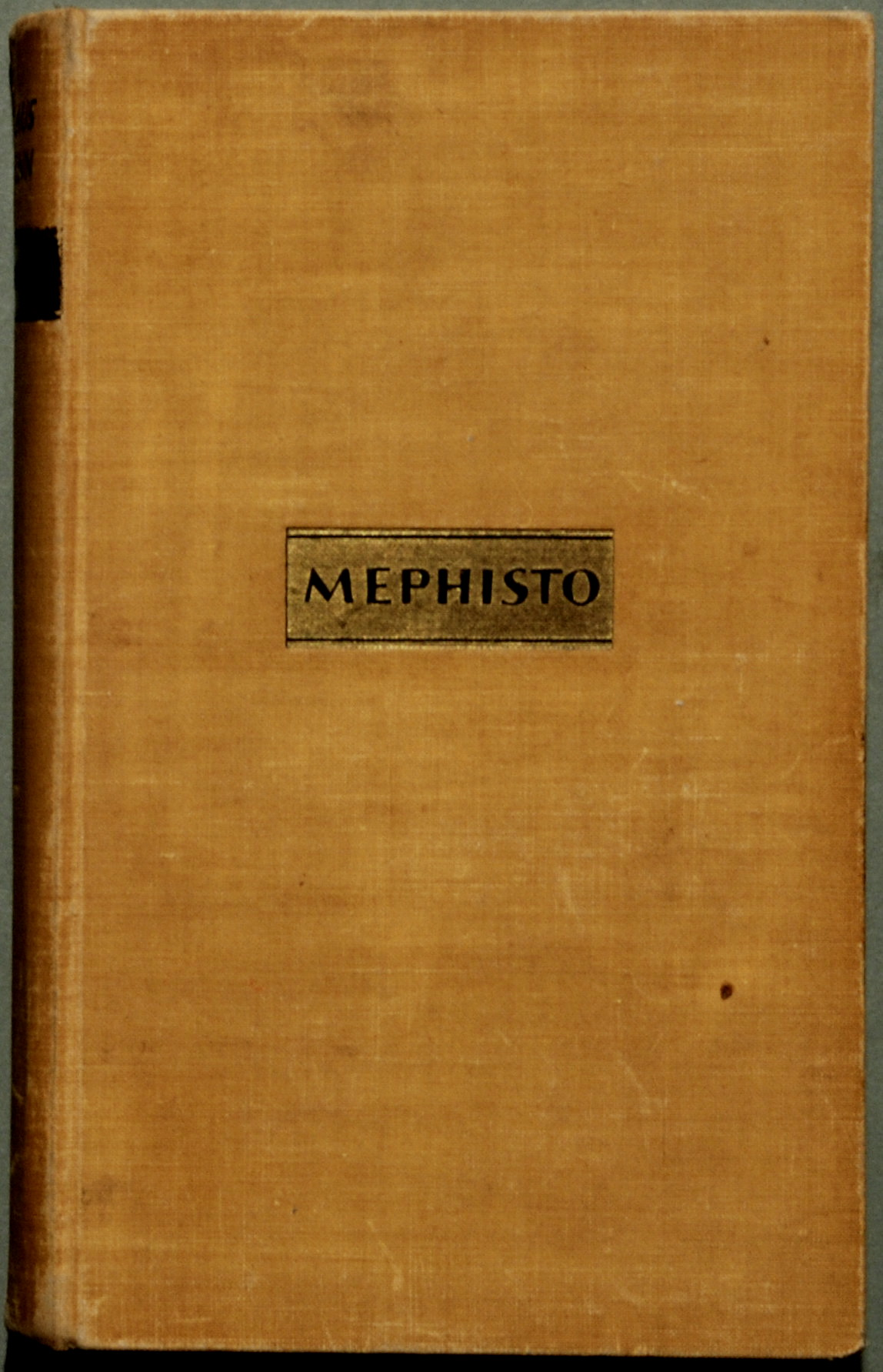
Verlags-Einband des Erstdrucks von Mephisto

In der Biografie des mit dem Nationalsozialismus sich arrangierenden erfolgreichen Schauspielers Hendrik Höfgen konnte man nur Gründgens sehen. 1968 hatte der Bundesgerichtshof mit Urteil vom 20. März 1968 die Revision des Verlags zurückgewiesen. Daraufhin beschwerte sich der Verlag beim Bundesverfassungsgericht, das sich somit 1971 zum ersten Mal mit dem Verhältnis zwischen Kunstfreiheit und den Grundrechten Dritter befassen musste. Im vorliegenden Fall gewichtete das Gericht den postmortalen Persönlichkeitsschutz höher als die Kunstfreiheit nach Art. 5 Abs. 3 GG, hielt jedoch dem Bundesgerichtshof allerdings vor, er habe fälschlicherweise auf das Allgemeine Persönlichkeitsrecht des verstorbenen Gustaf Gründgens nach Art. 2 Abs. 1 GG verwiesen, da dieses nur lebenden Personen zukomme. Es könne sich allenfalls auf den postmortalen Persönlichkeitsschutz berufen werden, was allerdings in diesem Fall Erfolg habe. Das eigentliche Verbotsurteil galt nur zwischen den beiden Parteien (Gorski und der Nymphenburger Verlagshandlung).

## Preise
- Nobelpreis für Literatur: Elias Canetti

### Science Fiction & Fantasy
- Nebula Award

- Gene Wolfe, The Claw of the Conciliator, Die Klaue des Schlichters; Kategorie: Bester Roman
- Poul Anderson, The Saturn Game, Das Saturnspiel, Kategorie: Bester Kurzroman
- Michael Bishop, The Quickening, Kategorie: Beste Erzählung
- Lisa Tuttle, The Bone Flute, Die Knochenflöte, Kategorie: Beste Kurzgeschichte

- Hugo Award

- Joan D. Vinge, The Snow Queen, Die Schneekönigin, Kategorie: Bester Roman
- Gordon R. Dickson, Lost Dorsai, Der Dorsai-Pazifist, Kategorie: Bester Kurzroman
- Gordon R. Dickson. The Cloak and the Staff, Mit Kutte und Stab, Kategorie: Beste Erzählung
- Clifford D. Simak, Grotto of the Dancing Deer, Grotte des tanzenden Wildes, Kategorie: Beste Kurzgeschichte

- Locus Award

- Joan D. Vinge, The Snow Queen, Die Schneekönigin, Kategorie: Bester SF-Roman
- Robert Silverberg, Lord Valentine's Castle, Krieg der Träume auch: Lord Valentine, Kategorie: Bester Fantasy-Roman
- Robert L. Forward, Dragon's Egg, Das Drachenei, Kategorie: Bester Erstlingsroman
- George R. R. Martin, Nightflyers, Nachtflieger, Kategorie: Bester Kurzroman
- Thomas Michael Disch, The Brave Little Toaster, Der tapfere kleine Toaster, Kategorie: Beste Erzählung
- Clifford D. Simak, Grotto of the Dancing Deer, Grotte des tanzenden Wildes, Kategorie: Beste Kurzgeschichte
- John Varley, The Barbie Murders, Kategorie: Beste Sammlung
- Edward L. Ferman, The Magazine of Fantasy & Science Fiction: A 30 Year Retrospective, Kategorie: Beste Anthologie

- Kurd-Laßwitz-Preis

- Georg Zauner, Die Enkel der Raketenbauer, Kategorie: Bester Roman
- Thomas Ziegler, Die sensitiven Jahre, Kategorie: Beste Erzählung
- Ronald M. Hahn, Auf dem großen Strom, Kategorie: Beste Kurzgeschichte
- Horst Pukallus, Kategorie:  Bester Übersetzer
- Hans Joachim Alpers, Werner Fuchs, Ronald M. Hahn und Wolfgang Jeschke Das Lexikon der Science Fiction Literatur, Sonderpreis

### Australien
- Miles Franklin Award: Peter Carey, Bliss

### Brasilien
- Prêmio Juca Pato: Paulo Bonfim
- Prêmio Machado de Assis: Ayres da Matta Machado Filho

### Deutschland
- Alfred-Döblin-Preis: Gert Hofmann

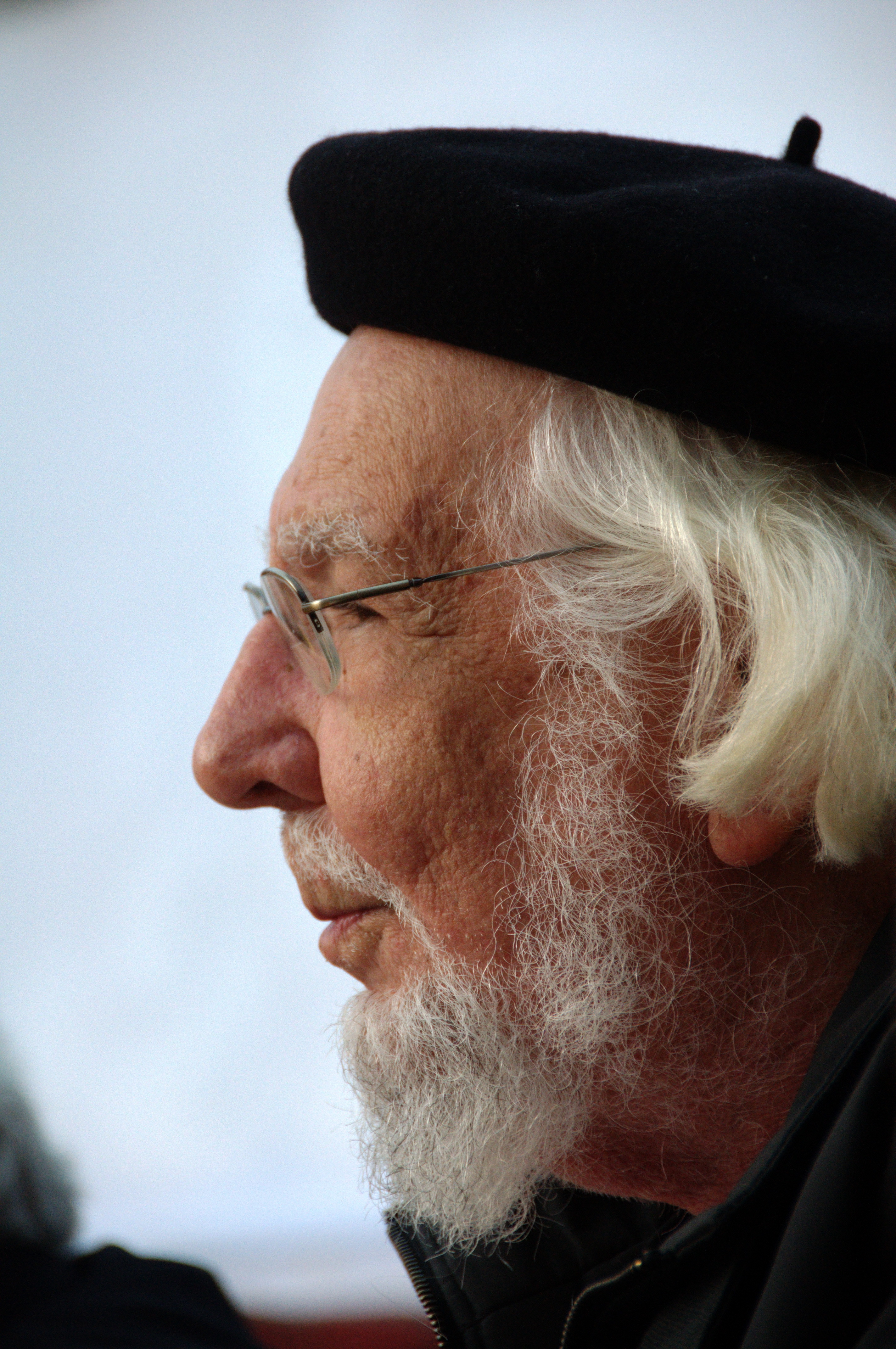
Ernesto Cardenal, Friedenspreis des Deutschen Buchhandels 1981

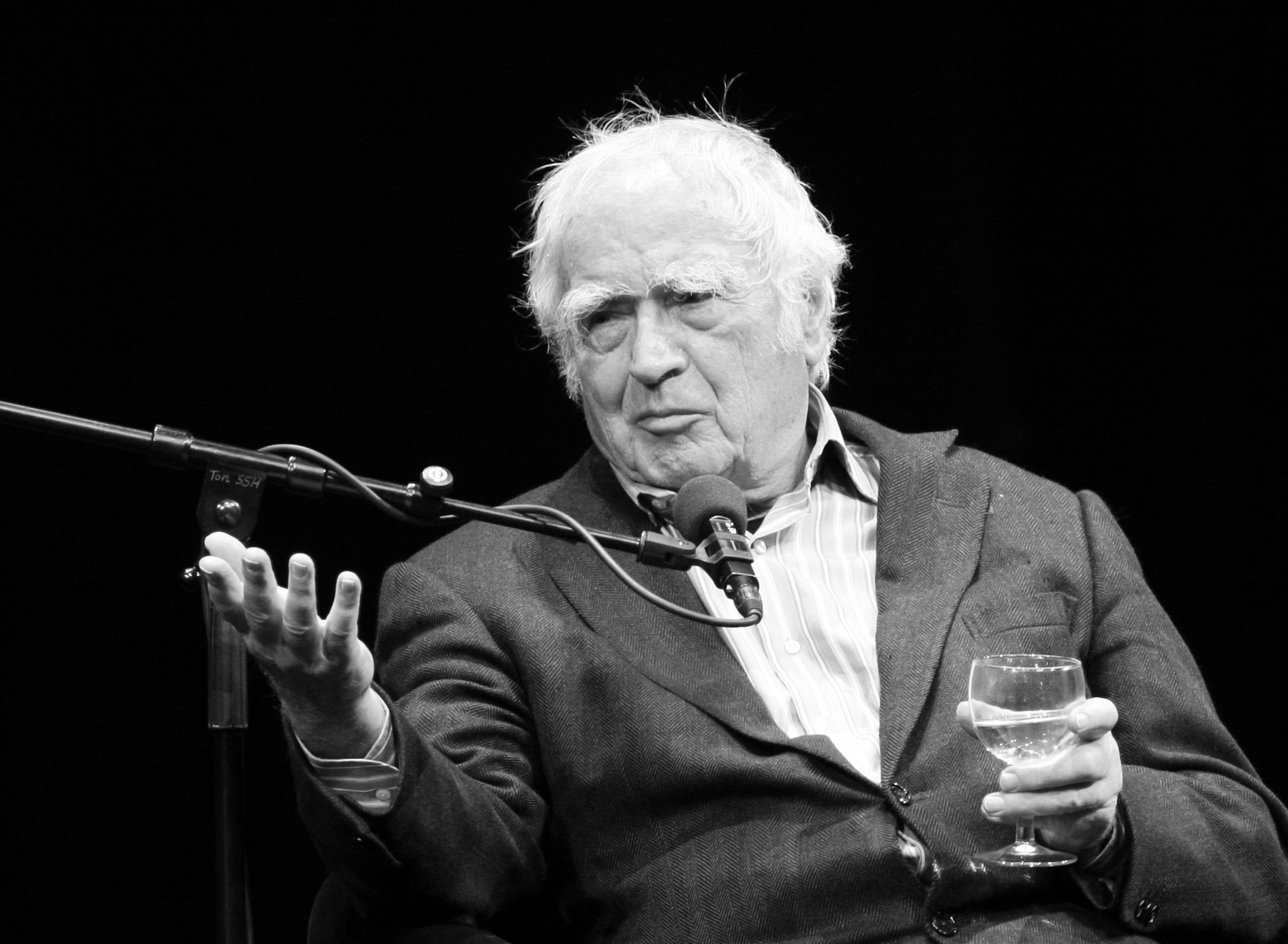
Martin Walser, Georg-Büchner-Preis 1981

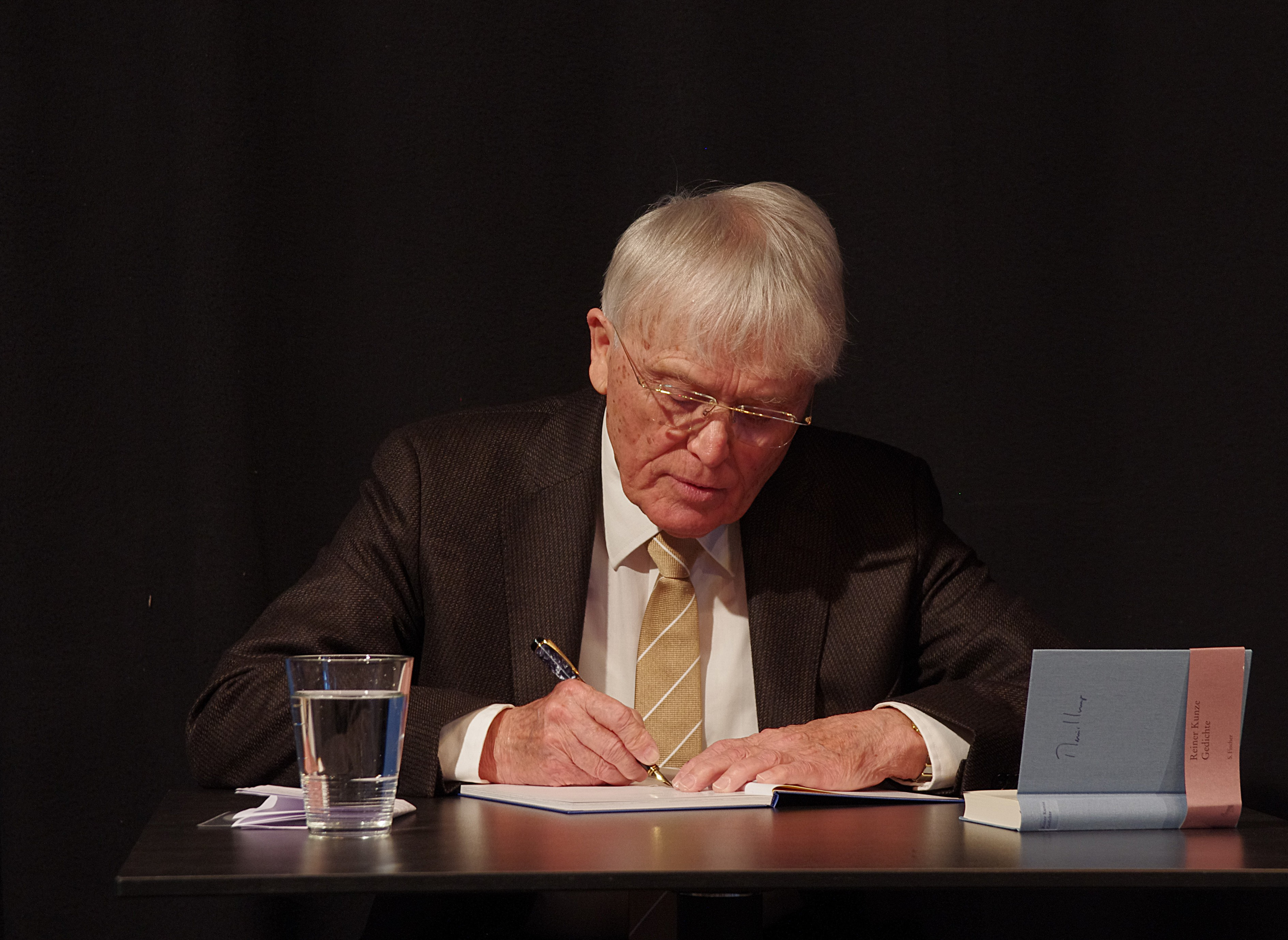
Reiner Kunze, Geschwister-Scholl-Preis 1981

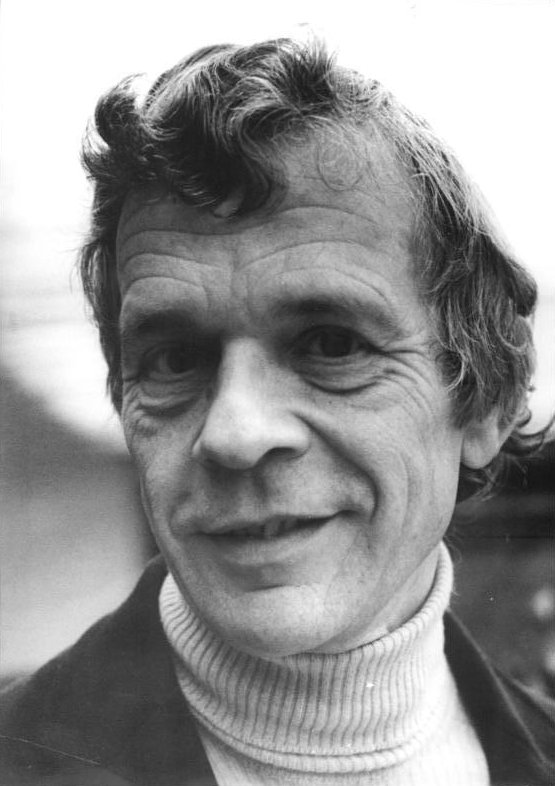
Peter Hacks, Heinrich-Mann-Preis 1981

- aspekte-Literaturpreis: Thomas Hürlimann für Die Tessinerin
- Carl-Zuckmayer-Medaille: keine Verleihung
- Deutscher Jugendliteraturpreis (Auswahl):
  - Bilderbuch: „Die Reise mit der Jolle“ von Margret Rettich
  - Kinderbuch: „Drunter und drüber“ von Jürgen Spohn
  - Jugendbuch: „Der lange Weg des Lukas B.“ von Willi Fährmann
  - Sachbuch: „Das kurze Leben der Sophie Scholl“ von Hermann Vinke
- Evangelischer Buchpreis:  Biographie: Hiltgunt Zassenhaus für Ein Baum blüht im November
- Friedenspreis des Deutschen Buchhandels: Ernesto Cardenal
- Friedrich-Gundolf-Preis: Leonard Forster
- Georg-Büchner-Preis: Martin Walser
- Geschwister-Scholl-Preis: Reiner Kunze, Auf eigene Hoffnung
- Heinrich-Mann-Preis: Peter Hacks
- Hörspielpreis der Kriegsblinden: Moin Vaddr läbt oder A Ballahd inne Munnohrd kinstlich mit Mosseg unde Jesann von Wullar Kinnpussku von Walter Kempowski, Regie: Horst H. Vollmer (HR)
- Johann-Heinrich-Merck-Preis: Hilde Spiel
- Johann-Heinrich-Voß-Preis für Übersetzung: Wolfgang Kasack
- Marieluise-Fleißer-Preis: Irmgard Keun
- Preis der SWR-Bestenliste: Peter Weiss

### Irland
- Rooney Prize for Irish Literature: Neil Jordan

### Frankreich
- Prix Goncourt: Lucien Bodard, Anne Marie
- Prix Médicis (französisch): François-Olivier Rousseau, L'Enfant d'Édouard
- Prix Médicis (International): David Shahar, Le Jour de la comtesse

### Österreich
- Großer Österreichischer Staatspreis: nicht vergeben
- Franz-Nabl-Preis: Hermann Lenz
- Ingeborg-Bachmann-Preis: Urs Jaeggi: Ruth
  - Sonderpreis der Klagenfurter Jury: Eva Demski: Karneval
  - Stipendium der Verleger: Franz Mechsner: Spaziergang und Dominik Brun: Schürfungen
- Literaturpreis des Landes Steiermark: Helmut Eisendle
- Manuskripte-Preis: Alfred Kolleritsch
- Rauriser Literaturpreis: nicht vergeben; Bürgerpreis: H. C. Artmann
- Österreichischer Staatspreis für Kinder- und Jugendliteratur: Lene Mayer-Skumanz
- Österreichischer Staatspreis für Europäische Literatur: Tadeusz Różewicz (Polen)

### Schweiz
- Berner Literaturpreis[6]: Kurt Marti
- Grosser Literaturpreis des Kantons Bern: Gerhard Meier
- La vache qui lit: Gudrun Pausewang / Mirjam Pressler, Ich habe Hunger – ich habe Durst
- Schillerpreis der Zürcher Kantonalbank: Kurt Guggenheim
- Schweizer Kinder- und Jugendmedienpreis: Hedi Wyss, Welt hinter Glas

### Vereinigtes Königreich
- Booker Prize: Salman Rushdie – Mitternachtskinder (Midnight's Children)
- Carnegie Medal for children's literature: Robert Westall – The Scarecrows
- Cholmondeley Award: Roy Fisher, Robert Garioch, Charles Boyle
- Eric Gregory Award: Alan Jenkins, Simon Rae, Marion Lomax, Philip Gross, Kathleen Jamie, Mark Abley, Roger Crowley, Ian Gregson
- James Tait Black Memorial Prize for fiction: Salman Rushdie – Mitternachtskinder (Midnight's Children) und Paul Theroux – Moskito-Küste (The Mosquito Coast)
- James Tait Black Memorial Prize for biography: Victoria Glendinning – Edith Sitwell: A Unicorn Among Lions
- Queen’s Gold Medal for Poetry: D. J. Enright
- Whitbread Best Book Award: William Boyd – A Good Man in Africa

### Vereinigte Staaten
- Agnes Lynch Starrett Poetry Prize: Kathy Calloway, Heart of the Garfish
- American Academy of Arts and Letters Gold Medal for Belles Lettres: Malcolm Cowley
- Dos Passos Prize: Gilbert Sorrentino
- Newbery Medal for children's literature: Katherine Paterson, Jacob Have I Loved
- Pulitzer Prize for Drama: Beth Henley, Crimes of the Heart
- Pulitzer Prize for Fiction: John Kennedy Toole – A Confederacy of Dunces
- Pulitzer Prize for Poetry: James Schuyler: The Morning of the Poem

### Sonstige Nationen
- Premio Nadal: Carmen Gómez Ojea, Cantiga de aguero

## Neuerscheinungen

### Belletristik
- Berlocche. Ein Märchenroman – Weniamin Kawerin
- Chronik eines angekündigten Todes – Gabriel García Márquez
- Cujo – Stephen King
- Flugasche – Monika Maron
- Frauenbataillon – Heinz G. Konsalik
- Der Gottkaiser des Wüstenplaneten – Frank Herbert
- Her Side of It – Thomas Savage
- Hotel New Hampshire – John Irving
- Jenseits ist der Tod – Maria Nurowska
- Kain und Abel – Jeffrey Archer
- Die Kälte. Eine Isolation – Thomas Bernhard
- Kindergeschichte – Peter Handke
- Mitternachtskinder – Salman Rushdie
- Paare, Passanten – Botho Strauß
- Pariser Trilogie – Patrick Modiano:
  - Familienstammbuch
  - Die Lemuren
  - Tote Geleise
- Der Schneemann – Jörg Fauser
- Der Tod des Teemeisters – Yasushi Inoue
- Schöne Aussicht – Walter Kempowski
- Unser Mann in Afrika – William Boyd
- Zum Greifen nah – James Baldwin

### Kinder- und Jugendliteratur
- Alfie Gets In First – Shirley Hughes
- Florian und das Geisterhaus – Oliver Hassencamp
- Keine Ruh für Vater Bär – Jill Murphy
- Postman Pat’s Treasure Hunt – John Cunliffe

### Sachliteratur
- The Mismeasure of Man – Stephen Jay Gould
- Schiffe unter Segeln – Karl-Heinz Wieland

### Weitere Literatur
- Das Leben der Bilder oder die Kunst des Sehens – John Berger
- Sade und die Spieltheorie – Stanisław Lem
- Über außersinnliche Wahrnehmung – Stanisław Lem

## Geboren

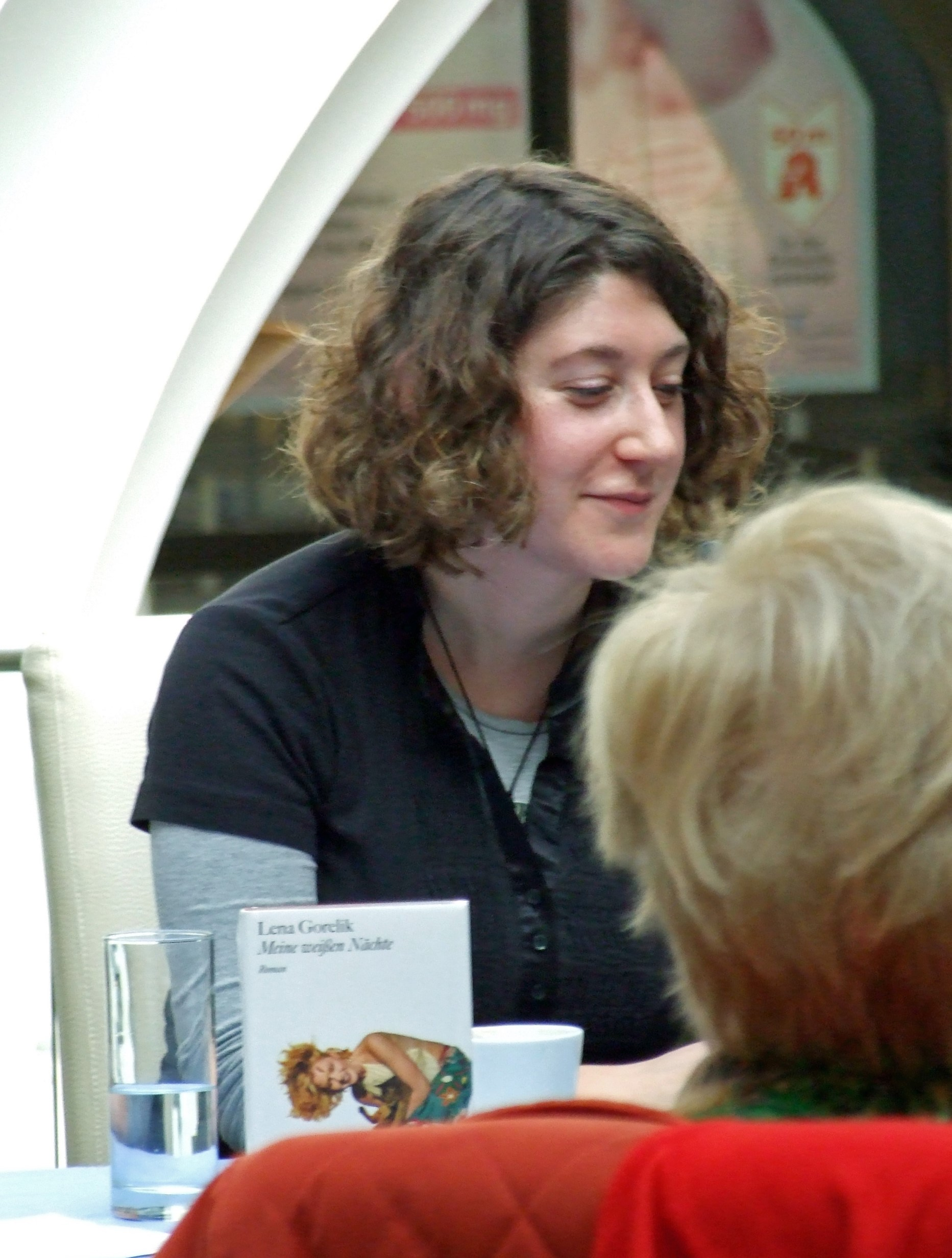
Lena Gorelik in Frankfurt 2009

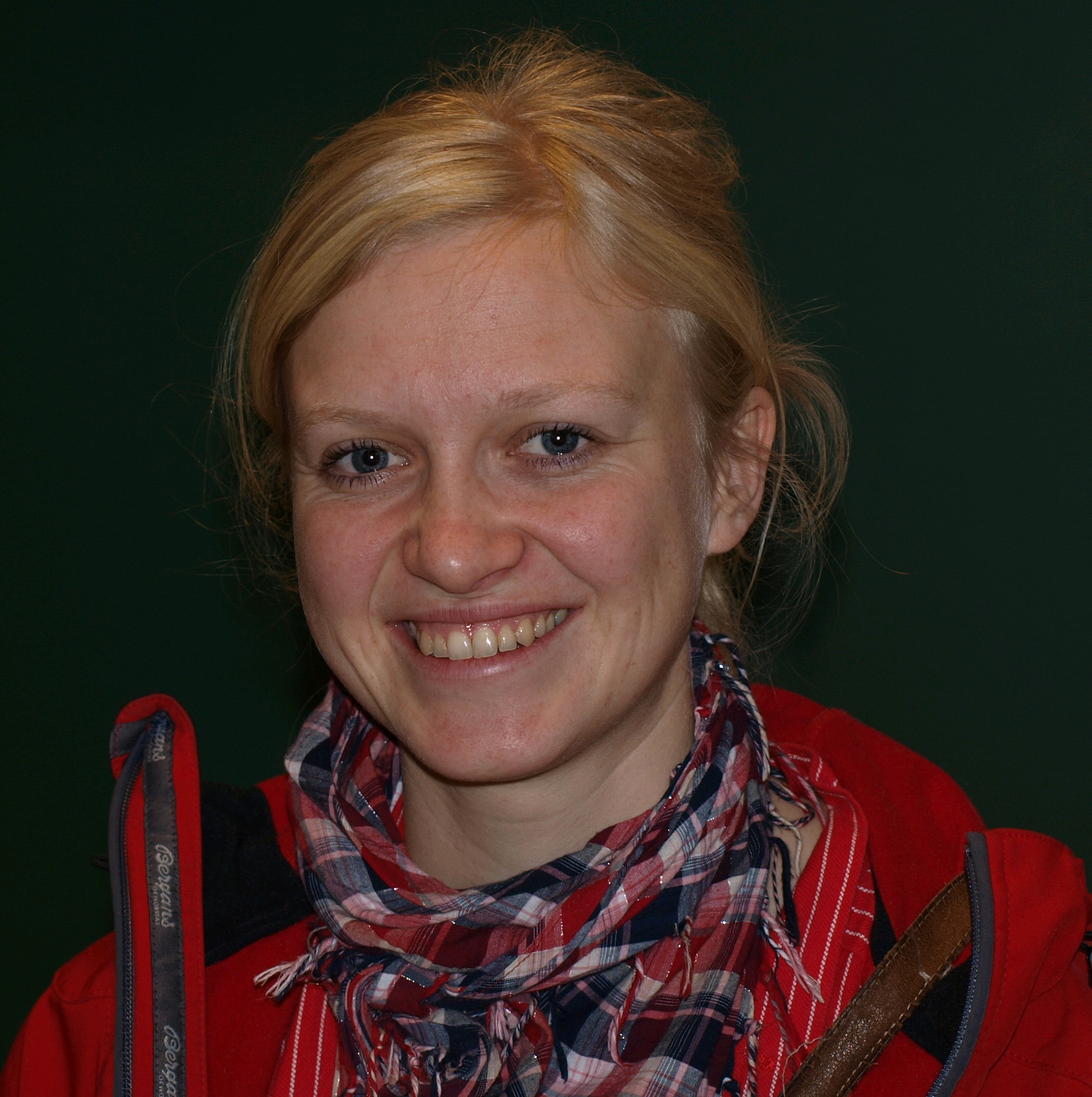
Maria Parr (2009)

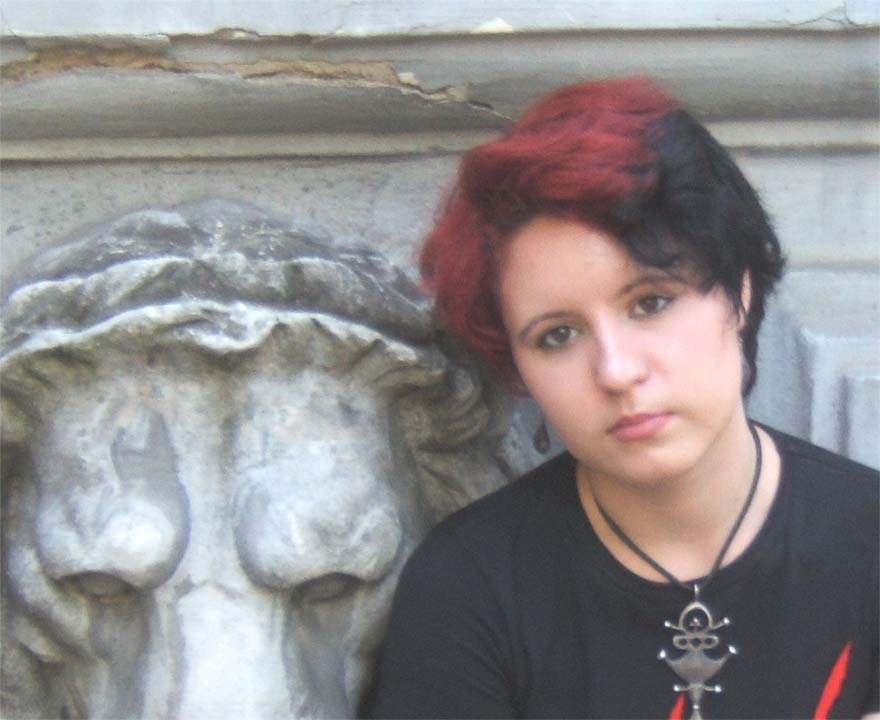
Linda Maria Baros

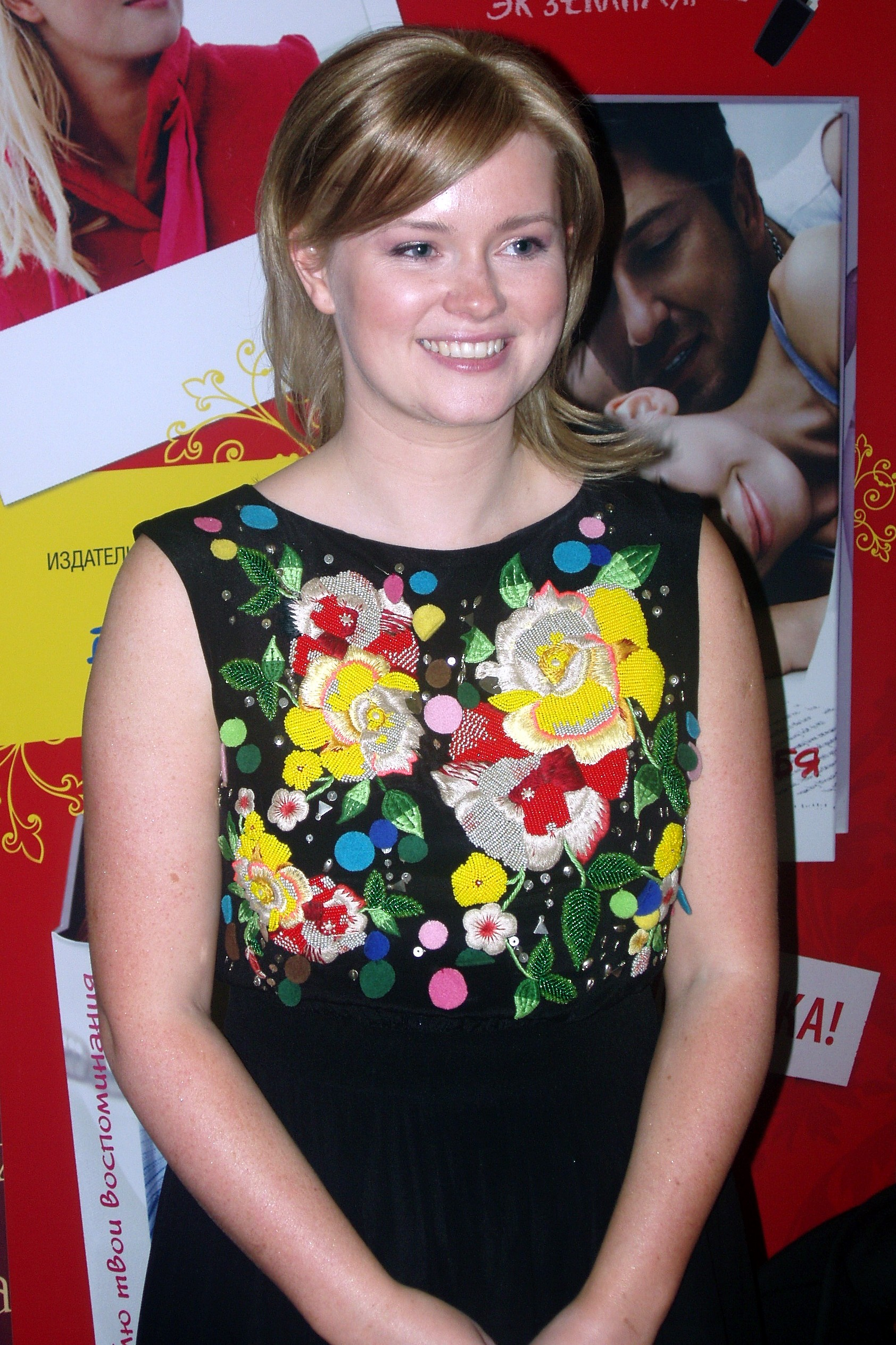
Cecelia Ahern, 2009

- 06. Januar: Andrew Britton, britischstämmiger US-amerikanischer Schriftsteller († 2008)
- 18. Januar: Maria Parr, norwegische Kinderbuchautorin
- 19. Januar: Tom Becker, englischer Kinder- und Jugendbuchautor
- 28. Januar: Emrah Serbes, türkischer Schriftsteller
- 01. Februar: Lena Gorelik, deutsche Journalistin und Schriftstellerin
- 03. Februar: Bastian Schneider, deutscher Schriftsteller
- 13. Februar: Nancy Hünger, deutsche Schriftstellerin
- 21. März: Lauren Kate, US-amerikanische Schriftstellerin
- 04. April: Ned Vizzini, US-amerikanischer Schriftsteller
- 05. April: Tristan Garcia, französischer Autor und Philosoph
- 07. April: Lili Wilkinson, australische Schriftstellerin
- 12. April: Tobi Katze, deutscher Autor
- 12. April: Geoffroy de Lagasnerie, französischer Soziologe und Essayist
- 15. April: Barbara Zeman, österreichische Schriftstellerin
- 18. April: Nadja Küchenmeister, deutsche Schriftstellerin
- 22. April: Giorgio Fontana, italienischer Schriftsteller
- 24. April: Susanne Gregor, österreichische Schriftstellerin slowakischer Herkunft
- 01. Mai: Otar Dowschenko, ukrainischer Journalist, Blogger und Autor
- 31. Mai: Laura de Weck, Schweizer Schauspielerin und Bühnenautorin
- 20. Juli: Anna Jablonskaja, russische Theaterautorin († 2011)
- 01. August: Melanie Raabe, deutsche Schriftstellerin
- 06. August: Linda Maria Baros, rumänische Dichterin, Übersetzerin und Essayistin
- 21. August: Jörg Albrecht, deutscher Autor
- 06. September: Marjana Gaponenko, ukrainische Schriftstellerin, die seit 1996 in deutscher Sprache schreibt
- 09. September: Stephan R. Bellem, deutscher Fantasy-Autor
- 09. September: Tabea Steiner, Schweizer Germanistin, Literaturvermittlerin und Autorin
- 27. September: Andy Strauß, deutscher Poetry Slammer, Slam Master, Autor und Schauspieler
- 30. September: Cecelia Ahern, irische Schriftstellerin, Dramatikerin und Drehbuchautorin
- 03. Oktober: Leïla Slimani, marokkanisch-französische Schriftstellerin
- 12. Oktober: NoViolet Bulawayo, simbabwisch-amerikanische Schriftstellerin
- 31. Oktober: Irina Deneschkina, russische Schriftstellerin
- 04. November: Ryad Assani-Razaki, afrokanadischer Schriftsteller
- 22. November: Christian Filips, deutscher Lyriker, Dramaturg und Essayist
- 25. November: Jean-Baptiste Del Amo, französischer Schriftsteller
- 30. November: Chen Qiufan, chinesischer Science-Fiction-Autor
- 18. Dezember: Nives Celzijus, kroatische Sängerin, Model und Schriftstellerin
- 29. Dezember: Anna Woltz, niederländische Schriftstellerin, insbesond. Autorin von Kinder- und Jugendbüchern

### Genaues Datum unbekannt
- Airen, deutscher Blogger und Schriftsteller
- Doris Anselm, deutsche Schriftstellerin und Journalistin
- Katharina Bendixen, deutsche Autorin
- Tine Bergen, belgische Kinder- und Jugendbuchautorin
- Emily Berry, britische Lyrikerin
- John Birke, deutscher Autor
- Sarah Crossan, irische Schriftstellerin
- Alessandro De Francesco, italienischer Poet, Theoretiker und Klangkünstler
- Thomas Freyer, deutscher Theaterautor
- David Fuchs, österreichischer Schriftsteller, Lyriker und Mediziner
- Julián Fuks, brasilianischer Schriftsteller, Übersetzer und Literaturkritiker
- Aleshea Harris, US-amerikanische Dramatikerin
- Johanna Holmström, finnische Schriftstellerin schwedischer Sprache
- Stefanie Jacobs, deutsche literarische Übersetzerin
- Chris Killen, britischer Schriftsteller
- Dagmara Kraus, deutsche Übersetzerin und Lyrikerin
- Hanna Lemke, deutsche Schriftstellerin
- Wolfram Lotz, deutscher Lyriker, Dramatiker, Erzähler und Hörspielautor
- Lisa McInerney, irische Schriftstellerin
- Valzhyna Mort, belarussische Lyrikerin und Übersetzerin englischer und polnischer Literatur
- Fiston Mwanza Mujila, kongolesisch-österreichischer Schriftsteller
- Max Porter, britischer Schriftsteller
- Thomas Rackwitz, deutscher Schriftsteller und Lyriker
- Tijan Sila, deutscher Schriftsteller
- Martin Spieß, deutscher Autor

## Gestorben

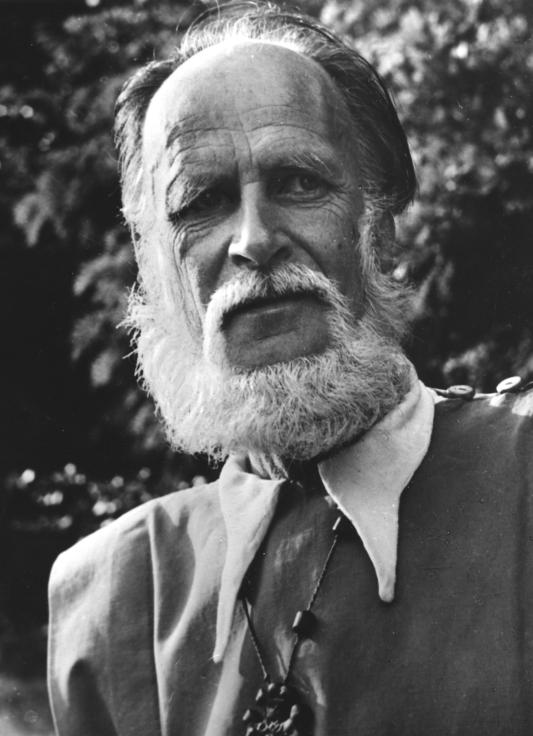
Lanza del Vasto

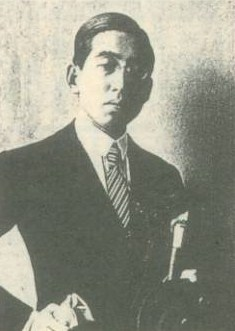
Horiguchi Daigaku

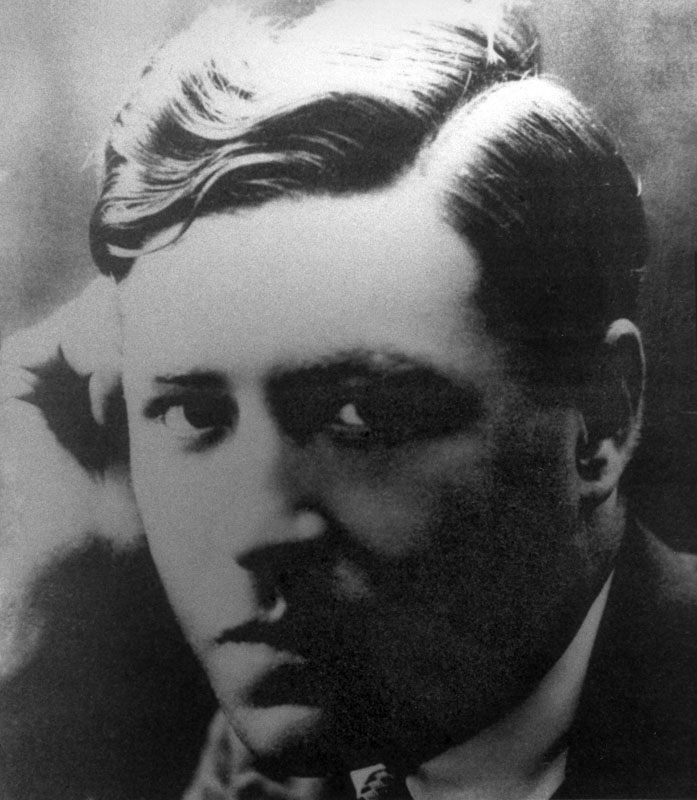
Josep Pla

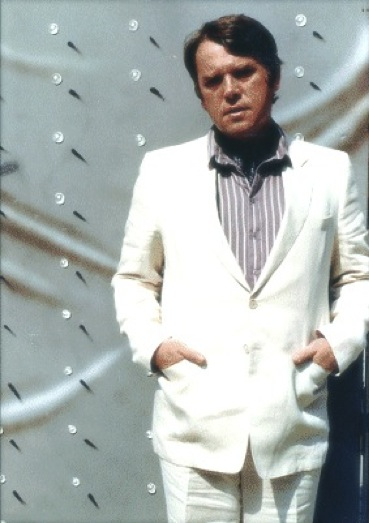
Georg Klusemann

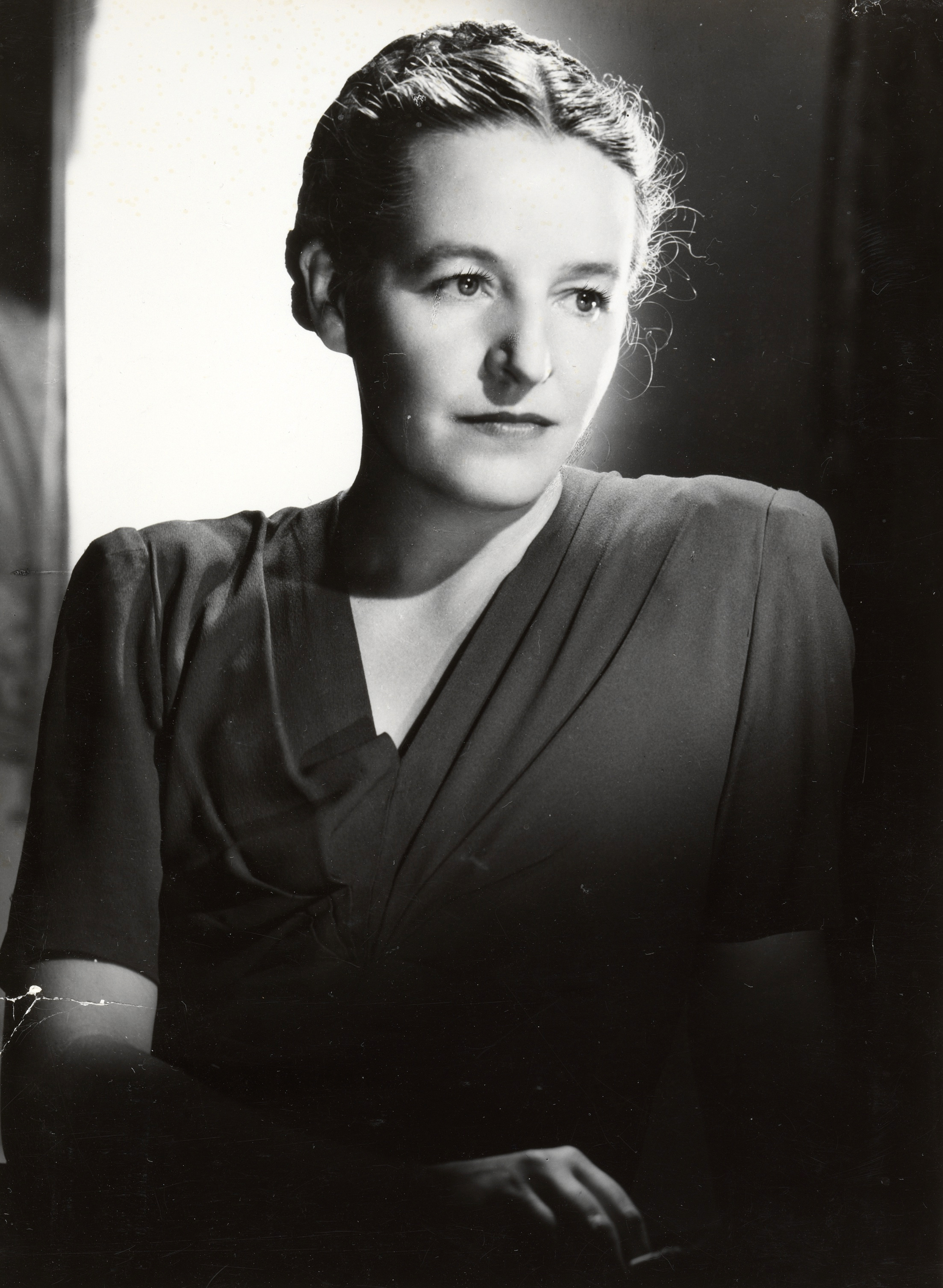
Dymphna Cusack, 1947

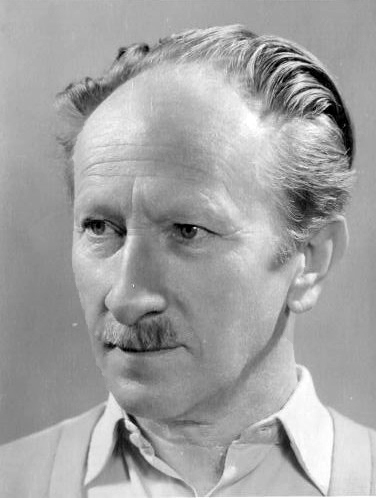
Edvard Kocbek

- 05. Januar: Lanza del Vasto, italienischer Philosoph und Dichter (* 1901)
- 06. Januar: A. J. Cronin, schottischer Arzt und Schriftsteller (* 1896)
- 06. Januar: Gennadi Samoilowitsch Gor,  russischer Schriftsteller und Science-Fiction-Autor (* 1907)
- 15. Januar: Devaneya Pavanar, tamilischer Nationalist und Autor (* 1902)
- 18. Januar: Franz Michel Willam, österreichischer römisch-katholischer Priester, Theologe und Schriftsteller (* 1894)
- 19. Januar: Walter Gorrish, deutscher Schriftsteller (* 1909)
- 19. Januar: Marietta di Monaco, deutsche Kabarettistin, Lyrikerin und Diseuse (* 1893)
- 08. Februar: Friedrich Hartau, deutscher Schauspieler, Übersetzer, Dramaturg, Schriftsteller und Regisseur (* 1911)
- 11. Februar: Ketti Frings, US-amerikanische Drehbuchautorin und Dramatikerin (* 1909)
- 17. Februar: David Garnett, britischer Schriftsteller, Verleger und Mitglied der Bloomsbury Group (* 1892)
- 23. Februar: Robert L. Fish, US-amerikanischer Schriftsteller (* 1912)
- 28. Februar: Albin Lesky, österreichischer Altphilologe (* 1896)
- 02. März: Fridolin Stier, deutscher Bibelübersetzer (* 1902)
- 05. März: Karl Springenschmid, österreichischer Schriftsteller und Lehrer (* 1897)
- 11. März: Heinz Winfried Sabais, deutscher Schriftsteller, Lyriker und Politiker (* 1922)[7]
- 12. März: Anton Dörfler, deutscher Schriftsteller und Heimatdichter (* 1890)
- 15. März: Horiguchi Daigaku, japanischer Lyriker und Übersetzer (* 1892)
- 24. März: Hans Sterneder, österreichischer Schriftsteller (* 1889)
- 28. März: Juri Walentinowitsch Trifonow, russischer Schriftsteller (* 1925)
- 31. März: Enid Bagnold, britische Schriftstellerin und Dramatikerin (* 1889)
- 09. April: Christa Johannsen, deutsche Schriftstellerin (* 1914)
- 16. April: Cécile Lauber, Schweizer Schriftstellerin (* 1887)
- 20. April: Aniceti Kitereza, tansanischer Schriftsteller und Theologe (* 1896)
- 23. April: Josep Pla, spanischer Journalist und Schriftsteller katalanischer Sprache (* 1897)
- 23. April: Zoltán Zelk, jüdischer ungarischer Schriftsteller (* 1906)
- 26. April: Robert Garioch, schottischer Dichter (* 1909)
- 30. April: Peter Huchel, deutscher Lyriker (* 1903)[8]
- 01. Mai: Vern Sneider, US-amerikanischer Schriftsteller (* 1916)
- 02. Mai: Dieter Hülsmanns, deutscher Verleger und Schriftsteller (* 1940)
- 04. Mai: Georg Klusemann, deutscher Maler und Kinderbuchautor (* 1942)
- 08. Mai: Uri Zvi Greenberg, israelischer Dichter und Politiker (* 1896)
- 08. Mai: W. W. Shols, deutscher Schriftsteller (* 1925)
- 08. Mai: Rolf Schroers, deutscher Schriftsteller (* 1919)
- 09. Mai: Nelson Algren, US-amerikanischer Schriftsteller (* 1909)
- 11. Mai: Charlotte Birnbaum, deutsche Übersetzerin und Schriftstellerin (* 1900)
- 13. Mai: Mahamane Dan Dobi, nigrischer Dramatiker (* 1923)
- 18. Mai: William Saroyan, US-amerikanischer Schriftsteller (* 1908)
- 20. Mai: Günther Siegmund, niederdeutscher Schriftsteller, Schauspieler und Theaterregisseur –  sowie Intendant (* 1927)
- 23. Mai: Gabriël Smit, niederländischer Dichter und Journalist (* 1910)[9]
- 24. Mai: Herb Lubalin, US-amerikanischer Typograf und Grafiker (* 1918)
- 26. Mai: W. D. Rohr, deutscher Schriftsteller (* 1928)
- 27. Mai: János Pilinszky, ungarischer Dichter und Publizist (* 1921)
- 04. Juni: Fritz Steuben, deutscher Schriftsteller (* 1898)
- 21. Juni: Rudolf Bartsch, deutscher Schriftsteller (* 1929)
- 21. Juni: Johan Fabricius, niederländischer Schriftsteller, Illustrator, Journalist und Abenteurer (* 1899)
- 24. Juni: Martha Albrand, deutsch-US-amerikanische Schriftstellerin (* 1910)
- 28. Juni: Lene Bertelsmann, deutsche Schriftstellerin (* 1903)
- 01. Juli: Carlos de Oliveira, portugiesischer Schriftsteller und Übersetzer (* 1921)
- 09. Juli: John Franklin Bardin, US-amerikanischer Schriftsteller (* 1916)
- 12. Juli: Boris Nikolajewitsch Polewoi, Autor und Journalist (* 1908)
- 14. Juli: Peter von Tramin, österreichischer Schriftsteller (* 1932)
- 17. Juli: Mizuhara Shūōshi, japanischer Arzt und Haiku-Dichter (* 1892)
- 19. Juli: José María Pemán, spanischer Schriftsteller (* 1898)
- 01. August: Paddy Chayefsky, US-amerikanischer Autor (* 1923)
- 01. August: Hans Flesch-Brunningen, österreichischer Schriftsteller (* 1895)
- 01. August: Álvaro de Laiglesia, spanischer Schriftsteller und Humorist (* 1922)
- 12. August: Kurt Liebmann, deutscher Kunsthistoriker und Schriftsteller (* 1897)
- 17. August: Mariama Bâ, senegalesische Schriftstellerin (* 1927)
- 22. August: Sașa Pană, rumänischer Lyriker und Schriftsteller (* 1902)
- 06. September: Christy Brown, irischer Maler und Autor (* 1932)
- 12. September: Eugenio Montale, italienischer Schriftsteller und Literaturnobelpreisträger (* 1896)
- 19. September: Eduard Fischer, Schweizer Schriftsteller und Historiker (* 1896)
- 24. September: Hubert Mumelter, Südtiroler Maler und Dichter (* 1896)
- 25. September: Heinz Dodenhoff, deutscher Maler und Lyriker (* 1889)
- 00. September: Harry Bates, US-amerikanischer Herausgeber und Autor von Science-Fiction (* 1900)
- 01. Oktober: Wassili Wassiljewitsch Kasin, russischer Schriftsteller (* 1898)
- 03. Oktober: Walter Mehring, deutscher jüdischer Schriftsteller (* 1896)
- 04. Oktober: Yasuda Yojūrō, japanischer Schriftsteller und Literaturkritiker (* 1910)
- 12. Oktober: Eva Rechel-Mertens, deutsche Übersetzerin französischer Literatur (* 1895)
- 15. Oktober: Čestmír Jeřábek, tschechischer Schriftsteller, Dramaturg und Literaturkritiker (* 1893)
- 17. Oktober: Albert Cohen, Schweizer Schriftsteller französischer Sprache (* 1895)
- 18. Oktober: Alfred Gong, deutschsprachiger Schriftsteller (* 1920)
- 19. Oktober: Dymphna Cusack, australischer Schriftstellerin (* 1902)
- 20. Oktober: Mary Chase, US-amerikanische Schriftstellerin (* 1907)
- 25. Oktober: Ariel Durant, US-amerikanische Schriftstellerin (* 1898)
- 25. Oktober: Cynthia Harnett, britische Schriftstellerin (* 1893)
- 27. Oktober: Albert Bächtold, Schweizer Mundartschriftsteller (* 1891)
- 29. Oktober: Georges Brassens, französischer Dichter, Autor und Interpret von Chansons (* 1921)
- 03. November: Edvard Kocbek, slowenischer Schriftsteller und Publizist (* 1904)
- 03. November: Hans Morper, Journalist und Mundartdichter (* 1907)
- 07. November: William James Durant, US-amerikanischer Philosoph und Schriftsteller (* 1885)
- 12. November: Henry Clay Branson, US-amerikanischer Schriftsteller und Bibliothekar (* 1904)
- 20. November: Rolf Bongs, deutscher Schriftsteller (* 1907)
- 20. November: Herbert Behrens-Hangeler, deutscher Maler, Grafiker und Schriftsteller (* 1898)
- 28. November: Marcel Raymond, Schweizer Literaturkritiker (* 1897)
- 30. November: Val Gielgud, britischer Schriftsteller und Rundfunkredakteur (* 1900)
- 04. Dezember: Ole Sarvig, dänischer Schriftsteller, Übersetzer, Kunsthistoriker und -kritiker (* 1921)
- 11. Dezember: Xavier Grall, französischer Journalist, Poet und Schriftsteller (* 1930)
- 13. Dezember: Anders Österling, schwedischer Dichter, Schriftsteller und Journalist (* 1884)
- 16. Dezember: Lawrence Edward Watkin, US-amerikanischer Schriftsteller und Drehbuchautor (* 1901)
- 17. Dezember: Edwin Erich Dwinger, Schriftsteller (* 1898)
- 28. Dezember: Demetrio Aguilera Malta, Schriftsteller, Maler und Diplomat aus Ecuador (* 1909)
- 28. Dezember: Walter Erich Schäfer, deutscher Dramaturg und Generalintendant des Württembergischen Staatstheaters (* 1901)
- 29. Dezember: Miroslav Krleža, jugoslawischer und kroatischer Schriftsteller (* 1893)
- ohne Datum: Gunnar Benediktsson, isländischer Schriftsteller und sozialistischer Politiker (* 1892)
- ohne Datum: Esther Raab, israelische Dichterin (* 1894)
- ohne Datum: Sherwood King, US-amerikanischer Schriftsteller (* 1904)
- ohne Datum: Georg Mühlen-Schulte, deutscher Schriftsteller, Humorist und Drehbuchautor (* 1882)
- ohne Datum: Abraham Regelson, hebräischer Dichter, Schriftsteller, Übersetzer und Redakteur (* 1896)